# Alejandro Galindo (bokser)
Alejandro Galindo – meksykański bokser, brązowy medalista Igrzysk Ameryki Środkowej i Karaibów z roku 1950.

## Kariera
W marcu 1950 roku zdobył brązowy medal na Igrzyskach Ameryki Środkowej i Karaibów w Gwatemali.